# Kapalnění
Kapalnění neboli kondenzace je skupenská přeměna, při které se plyn mění na kapalinu.
Kondenzace (kapalnění) je děj, který je opakem vypařování.

## Vlastnosti
Zkapalněné plyny, zvláště pak dusík a hélium, se používají jako chladicí médium např. v lékařství, pro chlazení detektorů záření, supravodivých cívek aj. Pro průmyslové zkapalňování plynů se používají tzv. zkapalňovače.
Ke zkapalňování nasycené páry dochází snížením její teploty nebo zvýšením tlaku (tedy přiblížením částic plynu blíže k sobě). Při zkapalňování se uvolňuje skupenské teplo kondenzační, jehož hodnota je rovna skupenskému teplu výparnému.
Při snižování objemu se přehřátá pára mění v nasycenou a začíná kondenzovat na tzv. kondenzačních jádrech. Kondenzační jádra mohou být částice prachu, ionty apod. Pokud pára kondenzuje na kondenzačních jádrech, je kapalina v páře dispergována (rozptýlena) jako mlha. Nasycená pára je pak s kapalinou v rovnováze. Směs nasycené páry a kapalinové mlhy se nazývá mokrou parou.
Pokud se v páře nevyskytují kondenzační jádra, dochází ke srážení páry až při vyšších tlacích (u vodních par až čtyřikrát větších), než by odpovídalo kondenzaci. Takové páry se nacházejí v nestabilním stavu a nazývají se přesycené páry.

## Příklad
Příkladem může být kondenzace vody. Molekula vody je složena ze dvou atomů vodíku a jednoho atomu kyslíku. Vodní molekuly se volně pohybují ve vzduchu a občas dochází k jejich srážkám. Když se dvě molekuly vody srazí, opět se odrazí, ale pokud začne klesat teplota, molekuly mají méně energie a začnou se tedy pohybovat pomaleji. Jakmile klesne teplota na teplotu rosného bodu, pohybují se molekuly natolik pomalu, že se spolu naváží. Vazba vzniká mezi atomy jednoho vodíku a atomem kyslíku. Vodní molekuly se spojují v krátké řady, což následuje přeměněním vodní páry v tekutinu. Při spojení dochází k vyzáření části tepla v podobě latentního tepla, což má za následek oteplení okolního prostředí. Pokud dojde k navázání dostatečného množství molekul, vzniká dešťová kapka, která se snáší na zemský povrch v podobě deště.